# 貓山王
猫山王是榴梿的一個栽培品种。猫山王與其他榴蓮相比有一種特別的苦味和甜味，這一品種的榴蓮價格在马来西亚比其他榴梿品种的價格要高。在中華人民共和國，它被稱為“榴梿界爱瑪仕”。

## 歷史
20世纪80年代，一位来自马来西亚彭亨州的华裔男子在吉兰丹话望生县（Gua Musang）偶然发现了一棵榴梿树。他把这棵树的枝条带回彭亨州嫁接，這就是猫山王的由來。

## 圖片

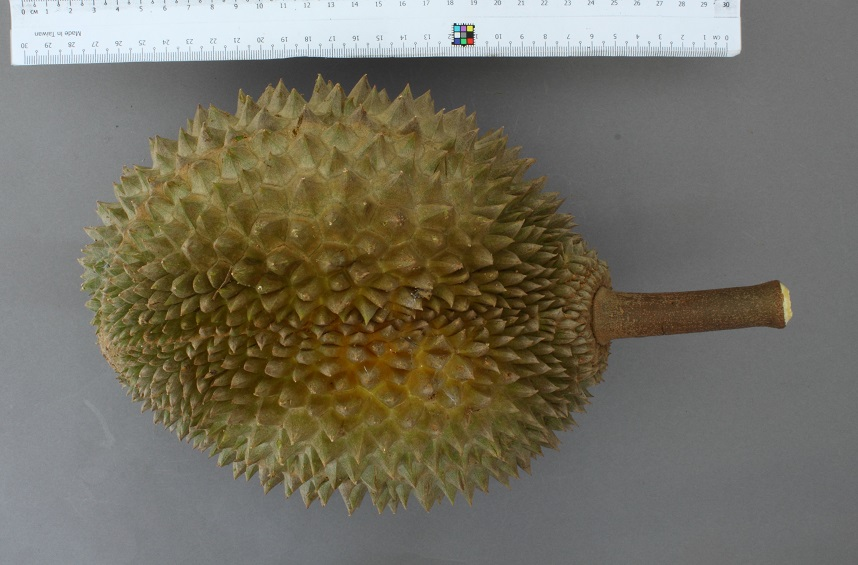
貓山王